# HD 88133 b
HD 88133 b – planeta typu gorący jowisz orbitująca wokół gwiazdy HD 88133. Jej masa minimalna jest zbliżona do masy Saturna. Jeden obieg wokół gwiazdy zajmuje jej tylko około 3,5 dnia.